# Furious 7
Furious 7, ook bekend als Fast & Furious 7, is een Amerikaanse actiefilm uit 2015. De hoofdrollen in deze film zijn voor Vin Diesel, Paul Walker, Dwayne Johnson, Michelle Rodríguez en Jordana Brewster.  Het is het zevende deel van de reeks The Fast and the Furious. Het is de eerste film die zich afspeelt na Tokyo Drift. De drie vorige films uit de reeks vonden plaats tussen 2 Fast 2 Furious en Tokyo Drift.

## Verhaal
Nadat ze met Owen Shaw en diens bende afrekenden zijn Dominic Toretto en zijn team van professionele criminelen teruggekeerd naar de Verenigde Staten om te proberen een normaal leven te leiden. Echter wil de broer van Owen Shaw, Deckard Shaw (Jason Statham), zich wreken op Dominic voor de huidige conditie van zijn broer, die in een coma is beland. Nadat ze te weten komen dat Han overleden is in Tokio, rukt het team uit om Deckard Shaw te vinden voor hij hen vindt.

## Rolverdeling
- Vin Diesel als Dominic "Dom" Toretto
- Paul Walker als Brian O'Conner
- Michelle Rodríguez als Leticia "Letty" Ortiz
- Tyrese Gibson als Roman Pearce
- Ludacris als Tej Parker
- Kurt Russell als Mr. Nobody
- Nathalie Emmanuel als megan Ramsey
- Jason Statham als Deckard Shaw
- Jordana Brewster als Mia Toretto
- Dwayne Johnson als Luke Hobbs
- Djimon Hounsou als Mose Jakande
- Lucas Black als Sean Boswell
- Tony Jaa als Kiet
- Ronda Rousey als Kara
- Michael Jai White als Dorian Bilkins
- Luke Evans als Owen Shaw
- Ali Fazal als Safar

## Paul Walker
Op 30 november 2013 kwam Paul Walker om het leven door een auto-ongeluk als passagier van een Porsche Carrera GT in Californië. Eén dag later communiceerde Universal dat de film herschreven zou worden. Op 6 januari 2014 werd bekend dat Walkers personage in de zevende film met pensioen ging. Zijn broers (Caleb en Cody Walker) spelen als body doubles de scènes die Walker niet zelf heeft kunnen doen.

## Release
Op 16 maart 2015 ging de film in première op het filmfestival South by Southwest in Austin (Texas).

## Muziek
De filmmuziek werd gecomponeerd door Brian Tyler. Het nummer See You Again van Wiz Khalifa en Charlie Puth uit de film werd opgedragen aan de overleden acteur Paul Walker.